# NGC 1152
NGC 1152 是南天波江座的一個透鏡狀星系。它在哈伯序列中屬於SB0-a。据估计，它距银河系2.34亿光年，直径约6万光年。它與星系NGC 1148位于天球中的同一区域。该天體于1885年11月10日由路易斯·斯威夫特所发现。